# متضاعفات
المتضاعفات H أو ثنائيات الخلايا (باللاتينية: Diplomonadida) (وتعني بالإغريقية "وحدتين") هي مجموعة فرعية من السوطيات معظمها كائنات متطفلة. تشمل الجاردية الإثني عشرية التي تسبب داء الجيارديات لدى البشر. صُنفت ضمن فوق مونيات وتبدو بشكل خاص ذات قرابة وثيقة من المعوجات [الإنجليزية]
معظم المتضاعفات مزدوجة الخلايا وتملك نواتين، كل خلية لها أربع أسواط مرتبة بشكل متناظر حول محور الجسم الرئيسي. مثل المعوجات، لا تملك المتضاعفات متقدرات وأجهزة غولجي. لكنها تملك متقدرات معدلة تسمى ميتوسومات كما الحال لدى الجاردية الإثني عشرية. لا تُستخدم الميتوسومات لتخليق الـATP كما تفعل المتقدرات، لكن لها دور في نضج بروتينات الحديد-كبريت..